# Vilsonovo šetalište

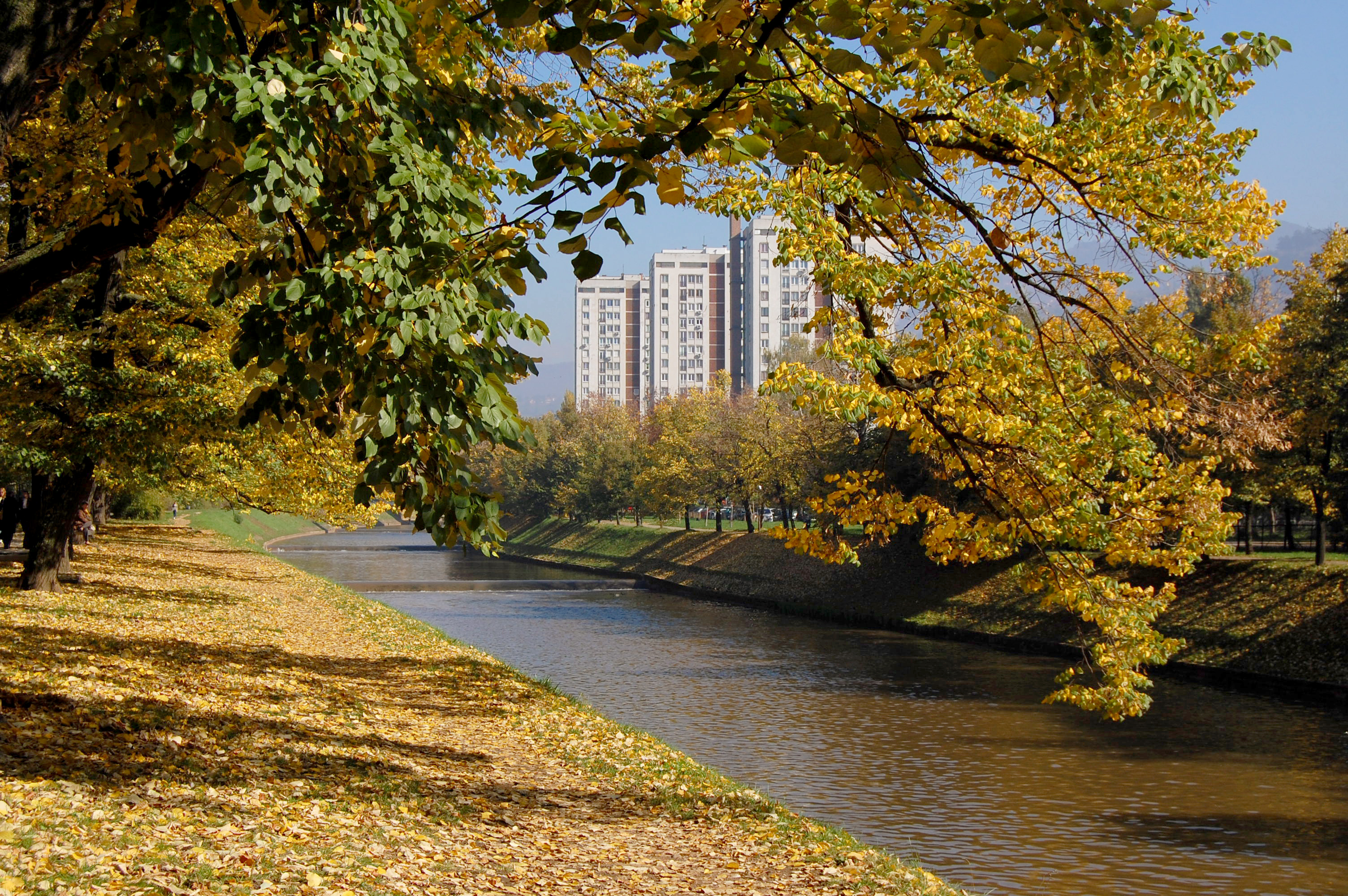
Pohled na řeku Miljacku na podzim z promenády

Vilsonovo šetalište (česky doslova Wilsonova promenáda) je nábřeží řeky Miljacky v hlavním městě Bosny a Hercegoviny, Sarajevu.
Promenáda s alejí se táhne v délce cca 2,5-3 km západo-východním směrem od budovy společnosti Elektroprivreda BiH až k mostu Suady a Olgy blíže k centrální části města. K promenádě přiléhá řada správních budov, které jsou orientovány k frekventované ulici Zmaja od Bosne; mezi ně patří např. radnice općiny Novo Sarajevo.

## Název
Nábřežní promenáda lemovaná stromořadím vznikla v tomto místě už během rakousko-uherského období rozvoje města. Tehdy nesla název podle tehdejšího společného ministra financí, Benjámina Kállaye. Současný název získala v roce 1918 po skončení první světové války. Během druhé světové války se jmenovala po Benitu Mussolinim, poté se jí vrátilo původní jméno a v letech 1960 až 1993 se jmenovala promenáda Mládeže (Omladinsko šetalište).